# Дановский, Лев Абрамович

Лев Абрамович Дановский (настоящая фамилия Айзенштат; 3 апреля 1947, Киров — 30 декабря 2004, Санкт-Петербург) — российский поэт.

## Биография
Родился 3 апреля 1947 года в семье военнослужащего. В четырёхлетнем возрасте, после скоропостижной смерти отца, с матерью переехал в Ленинград и поселился в его пригороде — Лахте.
Окончил Ленинградский электротехнический институт(ЛЭТИ), работал инженером в НИИ судостроения.
В 90-е годы руководил литературным объединением в Еврейском общинном центре, там же вёл ряд культурных программ и редактировал журнал «Народ Книги в мире книг».
Умер Лев Дановский 30 декабря 2004 года, похоронен на Кузьмоловском кладбище в предместье Санкт-Петербурга.

## Творчество
Стихи Лев Дановский писал с юности. В советское время у него была только одна публикация в коллективном сборнике «День поэзии», из-за этой публикации и появился псевдоним Дановский (с фамилией Айзенштат, по негласному указанию партийных органов, нельзя было публиковаться в официозном сборнике, тем более открывать его по алфавитному принципу). В годы «самиздатовского» существования он общается со многими ленинградскими поэтами, особенно близкие творческие и дружеские отношения связывают его с Владимиром Гандельсманом и Валерием Черешней.
Регулярно печататься Дановский начинает с 1993 года, уже сложившимся поэтом. Основные темы его лирики: поиски смысла существования человека в меняющемся и равнодушном мире, переживание красоты бытия, обостренное чувство вины за все, происходящее с ним и с нами. Его стиль отличается четким ритмическим рисунком, богатством ненавязчивой звукописи, глубиной разработки и неожиданными поворотами волновавшей его темы.
При жизни Льва Дановского вышли два сборника его стихотворений: «Пунктирная линия» и «Рельеф»; самый представительный сборник «Слепок», включивший большинство его произведений, вышел уже после смерти поэта, в 2005 году.

## Рецензии
- Владимир Гандельсман:

```
Для меня главным поэтическим событием года стал выход книги Льва Дановского «Слепок». Лев Дановский умер в канун уходящего года, 30 декабря 2004. Это замечательный питерский поэт, горестный, ироничный и любимый.
```

- Валерий Черешня:

```
...свой дар он почти никогда не тратил на пустую игру словами, он всегда сознавал, что стихи - не словесная игрушка и не бегство от жизни, они - её концентрация.
```

## Издания
- Пунктирная линия. — СПб.: «Абель», 1998.
- Рельеф. — СПб.: «Еврейский общинный центр СПб», 2004.
- Слепок. — СПб.: «Петербург — XXI век», 2005 - 278,[1] с., [4] л. ил., портр.